# The Dresden Dolls
I The Dresden Dolls sono un duo musicale dark cabaret statunitense di Boston, Massachusetts, costituito da Amanda Palmer (voce e tastiera, toy piano) e Brian Viglione (batteria, basso, chitarra).

## Le origini

### Amanda Palmer
Amanda Palmer nasce nel 1976 a Lexington (Massachusetts). Impara a suonare da autodidatta sul pianoforte di casa e comincia presto a comporre canzoni. Cresce ascoltando i Cure e i Dead Can Dance. A 18 anni va a vivere in Germania e abbandona momentaneamente la musica. Dopo la parentesi poco felice, torna in patria e forma una band dal nome Amanda Palmer & The Void, che però avrà breve vita.

### Brian Viglione
Brian Viglione nasce nel 1979 a Greenville (New Hampshire). A 4 anni riceve in regalo una batteria per Natale. Fonda la propria formazione musicale tra jazz, blues, metal e hard rock. Nel 1996 suona nei Green Eggs and Ham, poi va a Boston e, nell'estate del 1999, suona il basso negli Asciento.

### Le Dresden Dolls
La notte di Halloween del 2000, durante una festa, Amanda e Brian si conoscono. Brian apprezza molto la musica di Amanda e i due decidono di formare una band basata sul punk cabaret, un genere che unisce insieme anime goth e vaudeville con l'espressione di libertà del punk.
Il nome del duo viene scelto da Amanda e Brian per richiamare le atmosfere degli anni venti e trenta della repubblica di Weimar, prendendo in prestito l'espressione Dresden Dolls dai protagonisti del romanzo Fiori nell'attico di Virginia Andrews e da un brano musicale dei The Fall.
Il movimento ispiratore del progetto musicale dei Dresden Dolls è quello dei tedeschi Bertolt Brecht e Kurt Weill, autori, negli anni trenta, di composizioni minimaliste che seppero fondere il burlesque all'asprezza critica nei confronti della società.

## Discografia

### Album in studio
- 2003 – The Dresden Dolls
- 2006 – Yes, Virginia...

### Album dal vivo
- 2003 – A Is for Accident

### Raccolte
- 2008 – No, Virginia...

### EP
- 2001 – The Dresden Dolls

### Singoli
- 2003 – Good Day
- 2003 – Girl Anachronism
- 2004 – Coin-Operated Boy
- 2006 – Half Jack
- 2006 – Backstabber
- 2007 – Shores of California
- 2008 – Night Reconnaissance
- 2008 – Dear Jenny

### Album video
- 2005 – Live: In Paradise
- 2007 – Live at the Roundhouse London